# Ackerfelde
Ackerfelde ist ein bewohnter Gemeindeteil von Niemerlang, einem Ortsteil der Stadt Wittstock/Dosse im Landkreis Ostprignitz-Ruppin (Brandenburg). Die „Kolonie“ entstand zwischen 1804 und 1817 und wurde noch vor 1846 eine eigenständige Gemeinde. Bereits 1928 verlor sie ihre Selbständigkeit wieder und wurde nach Niemerlang eingemeindet.

## Lage
Ackerfelde liegt knapp 1,8 km südlich vom Kernort Niemerlang, knapp 6 km südlich von Freyenstein und knapp 12 km Luftlinie von der Kernstadt Wittstock/Dosse entfernt. Der nordwestliche Ortsausgang liegt laut Topographischer Karte 1:25.000 Nr. 2740 Freyenstein 91,8 m ü. NHN. Ackerfelde ist über eine Verbindungsstraße, die von Tetschendorf nach Ellershagen bzw. Rapshagen führt zu erreichen. Im Ort zweigt eine weitere schmale Straße nach Wernickow ab. Die frühere Feldmark bzw. Gemarkung ist mit Niemerlang und Tetschendorf vereinigt. Die Flur 5 der Gemarkung Niemerlang entspricht der früheren Gemarkung von Ackerfelde.

## Geschichte
Die Kolonie erscheint erstmals im Ortschaftsverzeichnis von 1817 als Allmannskniep. Im Ortsverzeichnis des Pritzwalkischen Kreis von 1801 ist der Name dagegen noch nicht zu finden. Das genaue Gründungsjahr wurde bisher (noch) nicht ermittelt. Der Name ist ein Scherz- oder Neckname und bedeutet jedermann ist in Bedrängnis. Die Siedlung Allmannskiep wurde vor 1817 auf der wüsten Feldmark Hellort angelegt; sie wird im Ortschaftsverzeichnis als Kolonie von Halenbeck bezeichnet. Die wüste Feldmark Hellort gehört damals dem Stift zum Heiligen Grabe. Einschränkend muss gesagt werden, dass ein mittelalterliches Dorf Hellort urkundlich nicht belegt ist. Es könnte sich dabei auch einen Flurnamen gehandelt haben. In der Kolonie waren 21 Kätner angesetzt worden, entsprechend gab es 21 Wohnhäuser im Ort. Die Einwohnerzahl ließ sich nicht ermitteln, da die Siedlung als Kolonie von Halenbeck in die Bevölkerungszahl von Halenbeck eingerechnet war. 1819 wurde der Ort auf Bitten der Gemeinde und mit Unterstützung von Pfarrer Litzmann in Halenbeck in Ackerfelde umbenannt. 1860 wurden bereits 25 Wohnhäuser gezählt, und weiter ein öffentliches Gebäude und 28 Wirtschaftsgebäude. 1900 gab es bereits 25 Wohnhäuser. Die Sozialstruktur war 1907 überwiegend von der Landwirtschaft dominiert mit einschließlich des Gemeindevorstehers 13 Landwirten und nur einem Gastwirt. Sie hatten Betriebsgrößen von 33 bis 8 ha. Nach dem Zweiten Weltkrieg gab es darum auch keine Enteignungen. 1958 wurde die LPG Typ I „Ernst Thälmann“ gegründet; sie hatte zehn Mitglieder und 56 ha landwirtschaftliche Nutzfläche. 1974 wurde die LPG in Ackerfelde an die LPG Typ III „Aufwärts“ in Niemerlang-Tetschendorf angeschlossen.
| Jahr      | 1837 | 1858 | 1871 | 1895 | 1925 |
| Einwohner | 131  | 133  | 144  | 125  | 112  |

## Kommunale und politische Zugehörigkeit
Die „Kolonie“ wurde zwischen 1804 und 1817 auf der wüsten Feldmark Hellort angelegt. Ob es sich tatsächlich um die Feldmark eines früh wüst gefallenen mittelalterlichen Dorfes handelte oder lediglich um einen Flurnamen, ist unsicher (cf. Historisches Ortslexikon). Das Areal gehörte damals zum Stift Heiligengrabe und gehörte damals zur historischen Landschaft der Prignitz, eine der vier „Provinzen“ der Mittelmark. Vermutlich erfolgte die Gründung der Kolonie nach 1811, nachdem das Stift die Grundherrschaft über alle seine Dörfer eingebüßt hatte. Innerhalb der Prignitz gehörte der Ort zum Pritzwalkischen Kreis. 1817 wurden die alten Kreise der Prignitz aufgelöst und die historische Landschaft in zwei neue Kreise geteilt; die Westprignitz und die Ostprignitz; Ackerfelde kam zum Kreis Ostprignitz. In der Kreisreform von 1952 in der damaligen DDR wurde der Kreis Ostprignitz aufgelöst und der Kreis Wittstock neu geschaffen. Dieser Kreis wurde 1990 in Landkreis Wittstock umbenannt. 1993 wurde der (Land-)Kreis Wittstock mit den (Land-)Kreisen Kyritz und Neuruppin zum Landkreis Ostprignitz-Ruppin fusioniert.
Die „Kolonie“ Ackerfelde gehörte ursprünglich zum Dorf Halenbeck (heute ein Gemeindeteil der Gemeinde Halenbeck-Rohlsdorf). Sie wurde noch vor 1846 eine selbständige Gemeinde. 1928 verlor sie bereits ihre Selbständigkeit wieder und wurde in die Gemeinde Niemerlang eingemeindet. 1992 schloss sich Niemerlang mit 16 anderen Gemeinden und der Stadt Freyenstein zur Verwaltungsgemeinschaft Amt Wittstock-Land zusammen. 2003 wurde das Amt Wittstock-Land aufgelöst und die amtsangehörigen Gemeinden in die Stadt Wittstock/Dosse eingegliedert. Seither ist Ackerfelde ein bewohnter Gemeindeteil ohne eigene kommunalpolitische Vertretung.